# Kvadratrot

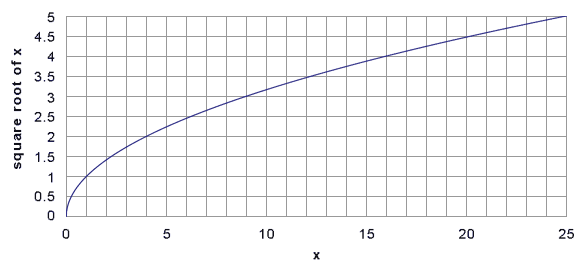
Grafen till funktionen är en halv, liggande parabel.

Kvadratroten ur ett tal x är det icke-negativa tal y vars kvadrat är lika med x, det vill säga y2 = x.
Kvadratrot betecknas med ett rottecken och exempelvis är {\displaystyle {\sqrt {16}}=4} eftersom 42=16 och {\displaystyle {\sqrt {1}}=1} eftersom 12 = 1.
Namnet kommer av att kvadratroten är en lösning, rot, till en kvadratisk ekvation av typen y = x2. Ekvationen har två lösningar med olika tecken. Med "kvadratrot" avses ofta den positiva lösningen, även kallad principalvärdet av kvadratroten. Exempel: ekvationen 4 = x2 har två lösningar, det positiva talet 2 och det negativa talet −2. Med "kvadratroten ur 4" avses då 2.
Anledningen till att man väljer bara den icke-negativa lösningen är att man vill att {\displaystyle {\sqrt {x}}} skall vara en funktion, som då enbart får anta maximalt ett värde för varje x. Det går att generalisera kvadratroten till en flervärd funktion, men detta är inte särskilt vanligt när man bara behandlar reella tal.
Kvadratrötter ur negativa tal behandlas i komplex analys. Mer generellt kan begreppet användas i sammanhang där kvadrering av ett matematiskt objekt är definierat.

## Formell definition
Kvadratroten ur x är den icke-negativa lösningen y till ekvationen 
{\displaystyle \ y^{2}=x}
där x är ett positivt reellt tal eller noll.
Att det finns sådana lösningar till alla positiva reella tal har inte alltid ansetts självklart. Se artikeln om kvadratroten ur två.
Kvadratroten ur negativa tal kan inte definieras på ett tillfredsställande sätt, men genom att införa de imaginära talen kan man finna lösningar till ekvationer av ovanstående typ även när x är negativt.
Mer allmänt kan kvadratrötter definieras för diverse objekt som exempelvis matriser, funktioner och heltal under moduloräkning.

## Positiva tal

### Räknelagar
Följande egenskaper för kvadratrötter gäller för alla positiva reella tal x och y:
{\displaystyle {\sqrt {xy}}={\sqrt {x}}{\sqrt {y}}}
{\displaystyle {\sqrt {\frac {x}{y}}}={\frac {\sqrt {x}}{\sqrt {y}}}}
Dessa samband är ganska lätta att härleda; till exempel är
{\displaystyle {\sqrt {x}}{\sqrt {y}}={\sqrt {\left({\sqrt {x}}{\sqrt {y}}\right)\left({\sqrt {x}}{\sqrt {y}}\right)}}={\sqrt {{\sqrt {x}}{\sqrt {y}}{\sqrt {x}}{\sqrt {y}}}}={\sqrt {{\sqrt {x}}{\sqrt {x}}{\sqrt {y}}{\sqrt {y}}}}={\sqrt {xy}}}
Dessutom gäller enligt definitionen av potens (se även potenslagarna) att
{\displaystyle {\sqrt {x}}=x^{\frac {1}{2}}}
Ibland används följande samband mellan kvadratrot och absolutbelopp:
{\displaystyle {\sqrt {x^{2}}}=\left|x\right|}
Kvadratroten ur ett positivt heltal n är ett heltal endast om n är ett kvadrattal, det vill säga för n = 1, 4, 9, 16, 25, …, och i annat fall ett irrationellt tal. Mer generellt är kvadratroten ur ett rationellt tal ett irrationellt tal, om det rationella talet inte går att skriva som ett bråk med kvadrattal som täljare och nämnare. Kvadratroten ur 2, ungefär lika med 1,4142, var troligtvis det första kända irrationella talet, studerat av Pythagoréerna. Däremot är kvadratroten ur ett algebraiskt tal alltid algebraisk.

### Beräkningsmetoder
Om exponential- och logaritmfunktionerna exp och ln finns tillgängliga kan kvadratrötter beräknas enligt
{\displaystyle {\sqrt {x}}=e^{\frac {\ln x}{2}}}
En effektiv algoritm för att approximera kvadratrötter, känd under namnet babyloniska metoden, är ett specialfall av Newton-Raphsons metod. För att beräkna roten ur x:
1. Starta med ett godtyckligt värde rn (ju närmare roten, desto färre upprepningar behöver göras): rn
2. ersätt r med medelvärdet av r och {\displaystyle {\frac {x}{r}}}: {\displaystyle r_{n+1}=(r_{n}+{\frac {x}{r}}_{n})/2}
3. om rn+1 − rn inte nått önskvard noggrannhetsgräns: gå till steg två igen

Beräkningskomplexiteten för den babyloniska metoden är densamma som för multiplikation.

## Negativa och komplexa tal

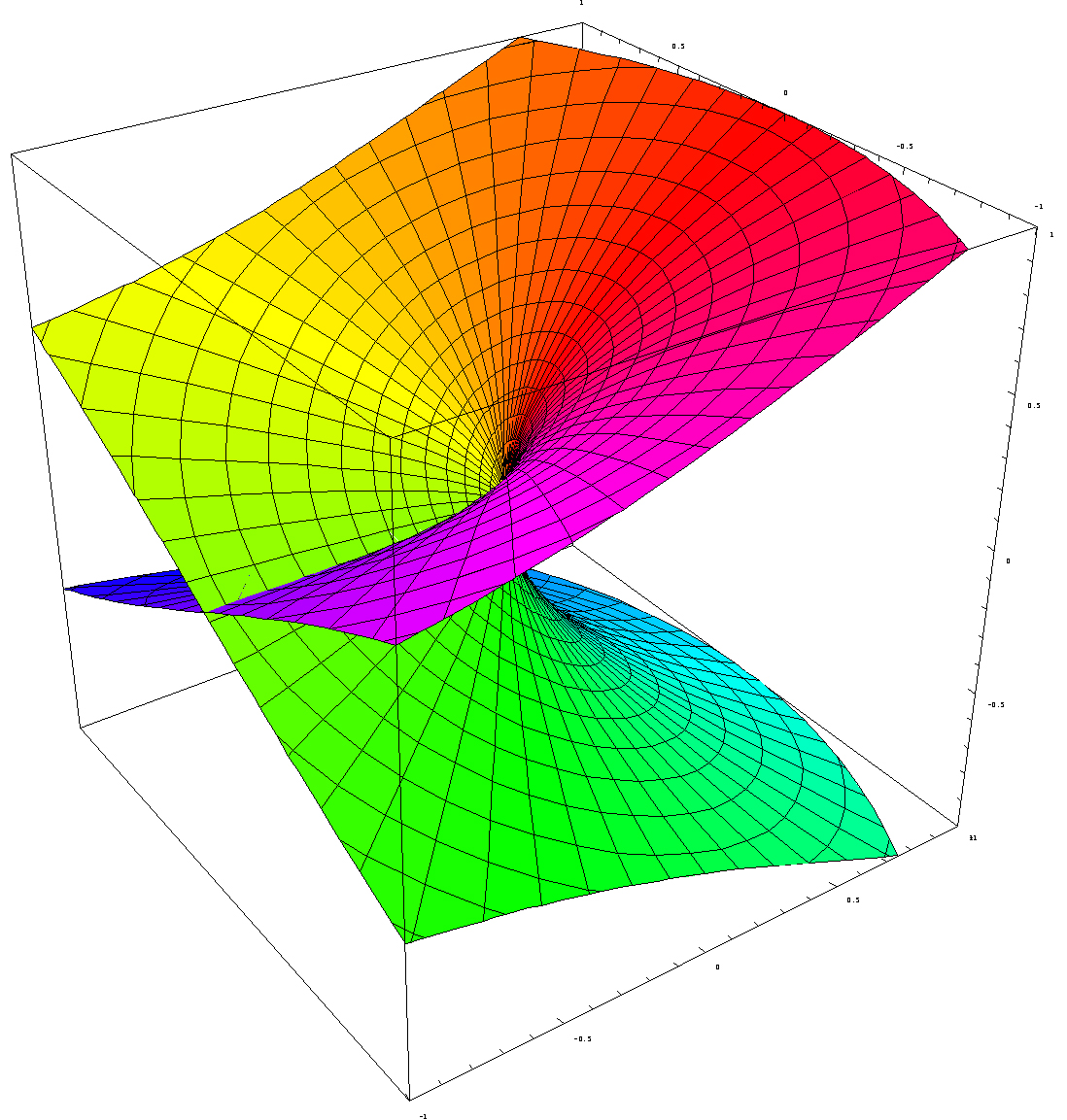
Riemannytan till kvadratrotsfunktionen visar hur de två grenarna förhåller sig till varandra

För att kunna lösa ekvationen r2 = x där x är ett känt negativt tal har man infört talet i (kallat imaginära enheten) enligt definitionen i2 = −1. Det visar sig då att man kan lösa alla typer av polynomekvationer.
Eftersom kvadratrotsfunktionen inte är kontinuerlig så gäller oftast inte regeln {\displaystyle {\sqrt {zw}}={\sqrt {z}}{\sqrt {w}}}. Detta problem uppstår på grund av friheten att välja gren, och ett liknande problem uppstår för den komplexa logaritmen och relationen {\displaystyle \log z+\log w=\log(zw)}. Om man skulle använda regeln ovan utan att bestämma sig för att använda en av de två grenarna kan detta leda till motsägelser, till exempel att −1 = 1:
{\displaystyle -1=i\cdot i={\sqrt {-1}}\cdot {\sqrt {-1}}={\sqrt {-1\cdot -1}}={\sqrt {1}}=1}

## Historik
Det äldsta kända exemplet på kvadratrotsberäkningar finns i den egyptiska Rhindpapyrusen från 1650 f.Kr.
Kvadratroten användes också i både det antika Kina och Indien. I Indien finns metoder för att beräkna närmevärden till kvadratrötter beskrivna på 500-talet f.Kr., i bland annat Baudhayanasutran. I Aryabhatas Aryabhatiya finns en metod för att beräkna kvadratroten ur tal med många siffror.
Den äldsta kända kinesiska matematiska texten Texter om beräkning är författad någon gång mellan 202 f.Kr. och 186 f.Kr., under den tidiga Handynastin. Där finns en metod beskriven för att finna närmevärden till kvadratrötter.
Heron från Alexandria anses ha varit den förste som angav en explicit iterativ metod för att beräkna kvadratrötter, vilken baserades på vad som ofta kallas den babyloniska metoden. Herons metod är ett specialfall av den långt senare angivna Newton-Raphsons metod. I Europa började man beräkna kvadratrötter på medeltiden. Symbolen √ började användas på 1500-talet.

## Alternativa representationer
Förkortningen sqrt (från engelskans square root) används inom olika programspråk som operator för kvadratrotsfunktionen. Vanligast är formatet: Sqrt(operand), men de flesta basicdialekter använder det något kortare SQR(x). Sqrt används även ofta i elektroniskt kodad text som ASCII eller ISO 8859-1 då möjlighet att skriva ett kvadratrotstecken saknas och lånar då formatet mer eller mindre direkt från programspråket C.